# Xeneboda mayumbea
Xeneboda mayumbea es una especie de polilla de la familia Tortricidae. Es endémica de la República Democrática del Congo.

## Descripción
La envergadura es de aproximadamente 8.5 milímetros (0.33 in). El color de fondo de las alas anteriores es crema amarillento, pero más amarillo costal. Los puntos y las estrígulas son de color naranja parduzco. Las marcas son más parduscas que el color de fondo y parcialmente más pálidas, reticuladas (como una red) de color marrón anaranjado. Las alas traseras son de color amarillo anaranjado.

## Etimología
El nombre de la especie se refiere a la localidad, Mayombe.